# Gravity (serie televisiva)
Gravity è una serie televisiva statunitense ideata da Jill Franklyn e Eric Schaeffer. Negli Stati Uniti ha debuttato il 23 aprile 2010 su Starz, per terminare il 25 giugno 2010 dopo dieci episodi.
Il 30 giugno 2010 Starz ha annunciato che la serie è stata cancellata.

## Trama
La serie «segue le gesta, ora comiche, ora tragiche, di un gruppo proveniente da un bizzarro programma ambulatoriale per sopravvissuti al suicidio».

## Creazione
Jill Franklyn, conosciuta per la sua candidatura agli Emmy per un episodio di Seinfeld, ideò la serie durante lo sciopero degli sceneggiatori del 2007-2008. Nel 2008 ha introdotto la serie a Eric Schaeffer e insieme hanno collaborato per vendere lo show a Starz. I titoli di lavorazione della serie erano Suicide for Dummies e Failure to Fly.
Le riprese sono iniziate a New York nell'ottobre del 2009.

## Episodi
| Stagione       | Episodi | Prima TV originale | Prima TV Italia |
| -------------- | ------- | ------------------ | --------------- |
| Prima stagione | 10      | 2010               |                 |